# 粕谷照美
粕谷 照美（かすや てるみ、1924年〈大正13年〉4月19日 - 2023年（令和5年）12月9日）は、日本の教育者、政治家。参議院議員（3期、日本社会党）。

## 経歴
新潟県佐渡郡（現・佐渡市）出身。1943年東京府女子師範学校（現東京学芸大学）卒。新潟県内の小中学校の教員を務め、新潟県教職員組合執行委員、日本教職員組合中央執行委員を経て、1974年の第10回参議院議員通常選挙で全国区から日本社会党公認で立候補して当選。3期務める。国会内では逓信委員長、環境対策特別委員長などを歴任、党内では中央執行委員、教育文化局長などを務めた。芸大事件の追及などを行った。1992年の第16回参議院議員通常選挙に出馬せず引退した。
1994年春の叙勲で勲二等宝冠章受章。
2023年12月9日午前11時47分、老衰のため新潟市内の介護施設で死去。99歳没。